# Teletekst

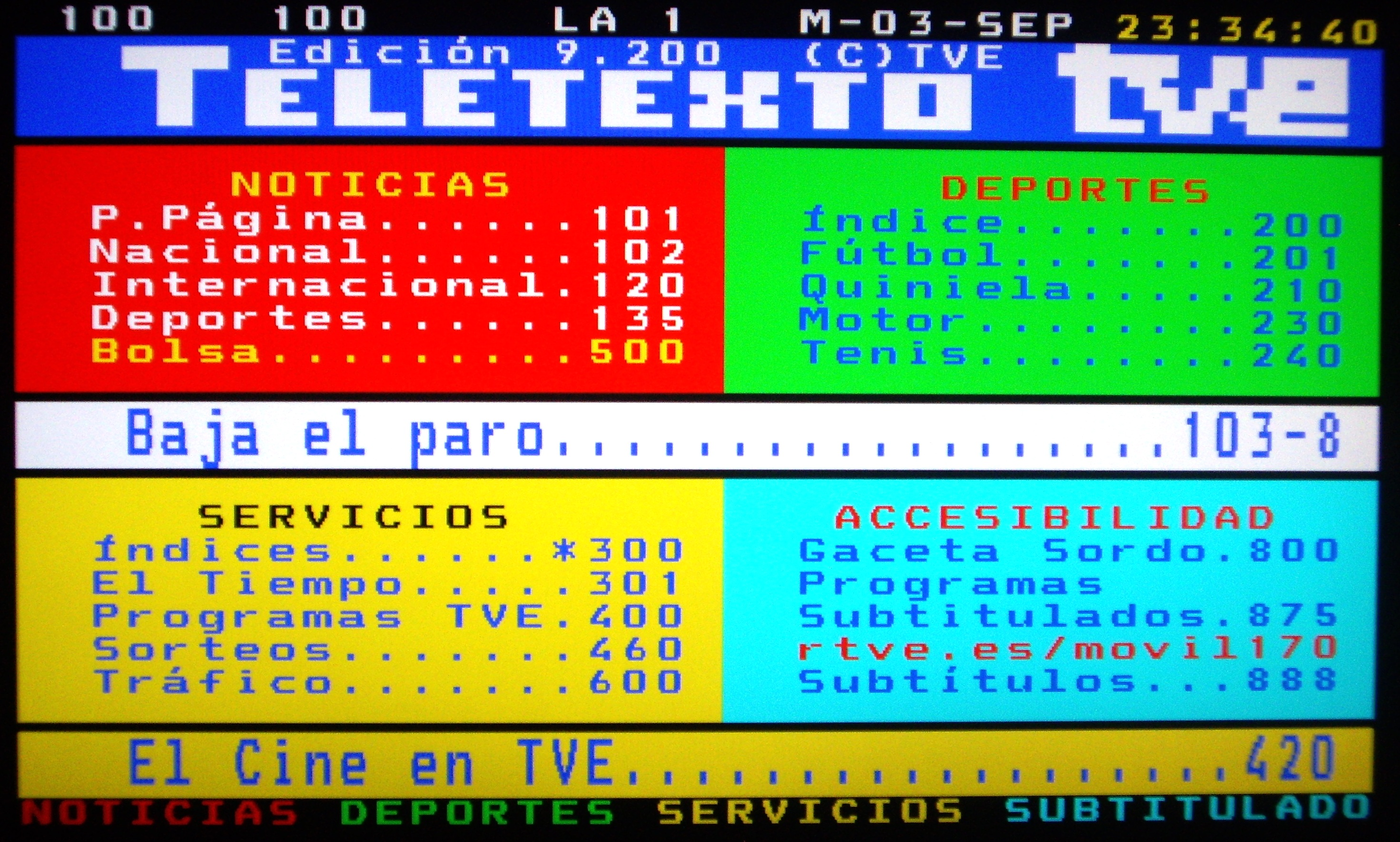
Teletekst

Teletekst – cyfrowy system przesyłania dodatkowych informacji nadawanych jednocześnie z programem telewizyjnym. Dodatkowe informacje w postaci tekstu i znaków graficznych można oglądać na ekranie telewizora zamiast nadawanego programu lub na tle programu.
W teletekście nadawcy telewizyjni zamieszczają program telewizyjny (zazwyczaj strona 300), listę dialogową potocznie nazywaną napisami filmowymi, napisy dla osób niesłyszących (oba zazwyczaj na stronie 777), bieżące informacje, serwis pogodowy, sportowy, ogłoszeniowy, bardzo często także konkursy, czaty SMS-owe i serwisy randkowe. Dla części stacji teletekst jest źródłem dodatkowych dochodów, głównie dzięki jego zintegrowaniu z systemami audiotele.

## Technika

### Telewizja analogowa
Teletekst prezentowany jest w formie stron tekstowych numerowanych od 100 do 899 (teoretycznie stron może być 2048=7ffh+1). Każda strona składa się z wiersza nagłówka, maksymalnie 24 wierszy treści po 40 znaków każdy oraz wierszy technicznych. Znaki mają stałą szerokość. Każda strona może posiadać wiele podstron – teoretycznie może ich być 8192 (1fffh+1, ponieważ maska numeru podstrony to 3f7fh), lecz w praktyce nie używa się więcej niż 80=7fh+1. Możliwa jest transmisja znaków literowych właściwych dla różnych języków, w tym również liter z polskimi znakami diakrytycznymi. W najniższej 25. linii mogą być umieszczone kolorowe hiperłącza, odpowiadające kolorowym przyciskom na pilocie telewizora.
Teletekst jest emitowany w postaci pakietów bitów (cyfrowo) umieszczonych w okresie wygaszania pionowego sygnału wideo na wybranym przez nadawcę zestawie początkowych 15 linii obu półobrazów. Przesyłanie informacji odbywa się cyklicznie, na jednej linii może być przesyłany pakiet do 320 bitów danych (40 słów 8-bitowych) poprzedzonych bitami stałej sekwencji rozbiegowej i startowej. Czas trwania każdego bitu wynosi ok. 140 µs (7175 bitów przesyłanych w ciągu jednej sekundy). Przesyłane słowa 8-bitowe to indeks znaku alfanumerycznego w kodzie ASCII, znaki semigraficzne, instrukcje dotyczące wyświetlanych znaków (wielkość, kolor itd.) i instrukcje sterujące tryb pracy (tekst lub tekst na tle programu). W osobnych pakietach przesyłane są również informacje techniczne jak na przykład identyfikator stacji, nazwa stacji itp.
Telewizor przystosowany do odbioru teletekstu musi być wyposażony w dekoder wraz ze sterownikiem. Podstawowymi funkcjami dekodera są:
- wydzielenie z sygnału telewizyjnego informacji teletekstu
- porównanie wybranego przez telewidza numeru strony z przychodzącą informacją i w wypadku zgodności, umieszczenie treści tej strony w pamięci RAM
- zdekodowanie adresów przechowywanych w pamięci RAM na odpowiednie sygnały chrominancji i luminancji – tę funkcję pełni generator znaków
- sterowanie trybami pracy

Umieszczenie informacji teletekstu w pamięci RAM umożliwia otrzymanie nieruchomego obrazu strony, aż do czasu jej zmiany przez telewidza.

### Telewizja cyfrowa
W przypadku telewizji cyfrowej teletekst jest przesyłany w postaci strumienia tekstowego. W odbiorniku aplikacja odpowiedzialna za obsługę teletekstu prezentuje go tak, aby wyglądał identycznie, jak w telewizji analogowej (ze wszystkimi cechami wynikającymi z ograniczeń technicznych telewizji analogowej). Taki sposób prezentacji wynika z tego, że użytkownikami teletekstu w telewizji cyfrowej są prawie wyłącznie osoby, które korzystały z niego jeszcze w telewizji analogowej i przyzwyczaiły się do takiego wyglądu.

## Historia teletekstu
Pierwsze prace nad stworzeniem teletekstu rozpoczęto w latach 70. w Wielkiej Brytanii. Pierwsze transmisje teletekstowe pod nazwą Ceefax telewizja BBC wyemitowała pod koniec 1974 r. Jednak możliwości systemu były bardzo ograniczone, szczególnie jeśli chodzi o liczbę stron teletekstu. Nie było również zestawów telewizyjnych z dekoderami, które służyłyby do odbioru dołączanych do transmisji telewizyjnej danych. Dopiero pod koniec lat 70. zaczęła zwiększać się liczba sprzętu zdolnego do odbioru teletekstu w Wielkiej Brytanii.
W 1975 r. rozpoczęły się także prace nad francuskim systemem teletekstu. Zarówno na jego bazie, jak i bazie brytyjskiego Ceefaxu w latach 80. swoje systemy teletekstowe zaczęły wprowadzać amerykańskie sieci telewizyjne (m.in. CBS i NBC).
W latach 90. nastąpił dynamiczny rozwój teletekstu. Zaczęły go wykorzystywać sieci kablowe i stacje rozrywkowe, powstające w tym okresie. Wkrótce był on obecny także w większości stacji publicznych w byłych krajach socjalistycznych, a w ślad za nimi poszły telewizje komercyjne.
Obecnie teletekst jest standardowym rozszerzeniem działalności stacji telewizyjnych. Większość stacji wykorzystuje technologię teletekstową do przesyłania informacji, będących uzupełnieniem oferty programowej danej telewizji. Najczęściej wykorzystywaną przez odbiorców informacją przesyłaną teletekstem jest program telewizyjny. Analogowa transmisja sygnału wizji jest wypierana przez skompresowany sygnał cyfrowy, którego elementem jest elektroniczny przewodnik po programach – EPG, przejmujący najważniejszą funkcję teletekstu.
W 2022 roku słowacka telewizja prywatna Markíza zaprzestała nadawania teletekstu po 25 latach emisji. Telewizyjna telegazeta BBC o nazwie Ceefax zakończyła działalność w roku 2012, w momencie przejścia na nadawanie cyfrowe.

## Teletekst w Polsce
Pierwszy polski teletekst został zaprezentowany podczas Międzynarodowych Targów Poznańskich w 1980 roku przez Ośrodek Badawczo-Rozwojowy Techniki Telewizyjnej (OBRTT). Nazwany został telewizyjnym systemem przekazywania informacji i selekcji dodatkowych informacji. Umożliwiał wyświetlanie na ekranach domowych odbiorników telewizyjnych dodatkowych informacji w postaci tekstów (telegazeta, rozkłady jazdy itp.) i uproszczonych rysunków (np. mapa pogody). Objętość informacji miała wynosić 100 stron w każdym kanale telewizyjnym, z których każda informacja miała zawierać 24 wiersze po 40 znaków. Dostęp informacji wynosił od 5 do 40 sekund przy dowolnym czasie wyświetlania zależnym od życzenia telewidza. Działanie systemu było demonstrowane za pomocą odbiornika Jowisz ze zdalnym sterowaniem.

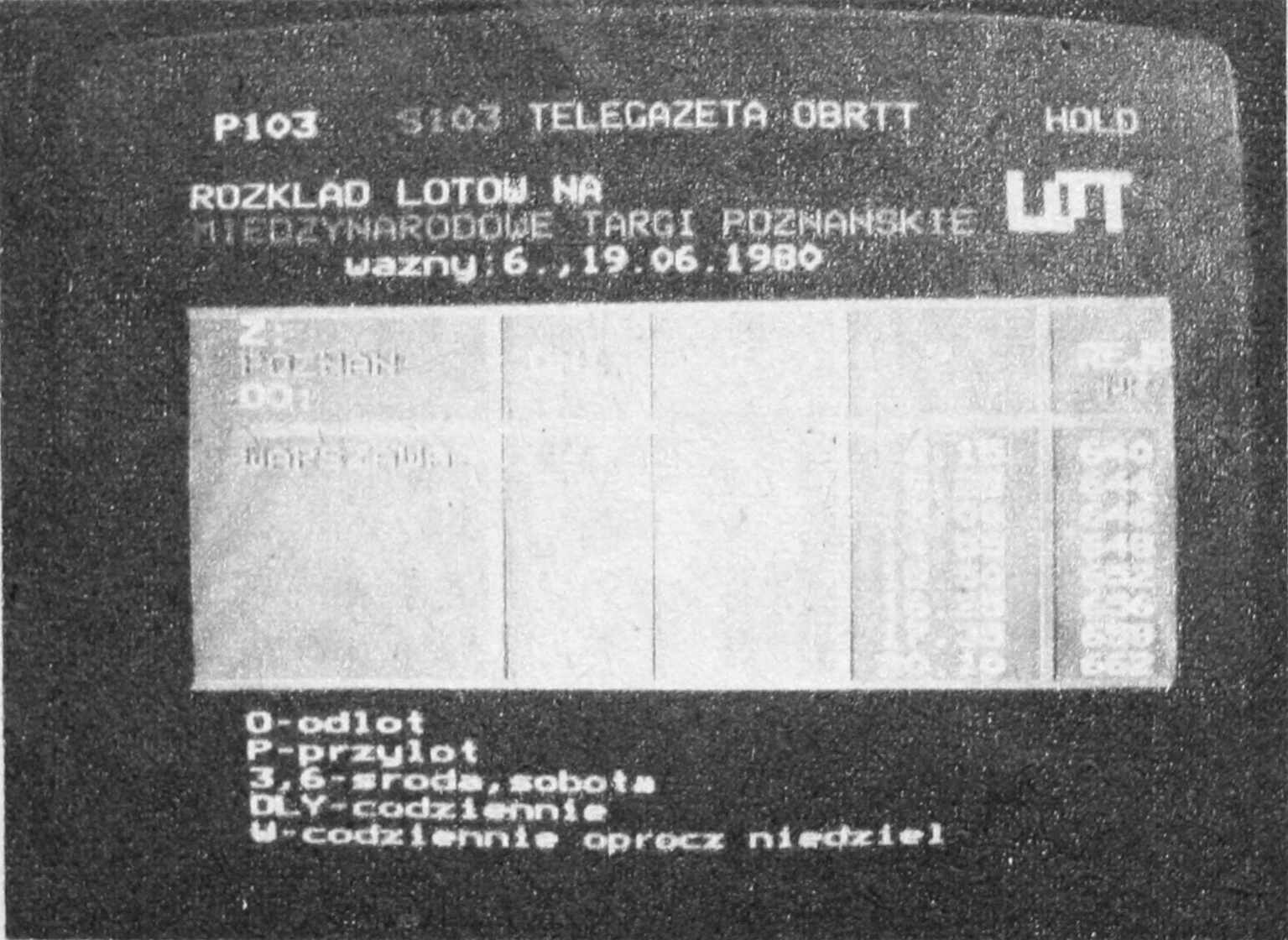
Telegazeta OBRTT

Pierwszy polski system teletekstu (Telegazeta) został uruchomiony przez Telewizję Polską 29 grudnia 1988 roku i był nadawany jednocześnie z I ogólnopolskim programem telewizyjnym (na niektórych obszarach kraju z programem drugim). Treść dodatkowych informacji stanowiły komunikaty bieżące (stan pogody, stopnie zasilania), aktualności (z kraju, ze świata, wiadomości sportowe), informator (kalendarz, kursy walut, numery kierunkowe, służby alarmowe i magnetofonowe), lista przebojów, testy. W sierpniu roku 1989 objętość informacji w Telegazecie wynosiła 100 stron. Czas dostępu do wybranej strony wynosił maksymalnie 12 sekund. Pierwsza Telegazeta telewizji regionalnej została uruchomiona w maju 1993 r. w TVP Szczecin.
W języku potocznym teletekst jest bardzo często błędnie nazywany telegazetą. Telegazeta jest nazwą handlową teletekstu TVP i jako taka nie może być wykorzystywana jako nazwa środka przekazu danych.
Teletekst emitują także stacje komercyjne.
Lokalne ośrodki TVP emitują teleteksty lokalne, o nazwach utworzonych według stałego wzoru, np. Telegazeta Regionalna TVP3 Kraków. Emitowane one są wraz z sygnałem kanału TVP3.

## Normy i standardy
Teletekst został początkowo na potrzeby BBC opisany w dokumencie „World System Teletext”. Obecnie jest określony normami ETSI (European Telecommunication Standard) pod numerem ETS 300 706 o nazwie „Enhanced Teletext specification”.